# Centro de Estudios Marroquíes
El Centro de Estudios Marroquíes fue creado en Tetuán durante el Protectorado español de Marruecos, desde 1935 a 1956. 

## La precursora Academia de Árabe y Bereber de Tetuán
Anteriormente se llamaba Academia de Árabe y Bereber de Tetuán, fundada por decreto en 1929 e inaugurada en 1930. En ella se estudiaban dos cursos de árabe literal, tres de árabe vulgar, religión y derecho musulmán, derecho administrativo marroquí, bereber-rifeño, geografía de Marruecos, mecanografía, gramática castellana y aritmética. En él se podía estudiar la carrera de intérprete de árabe vulgar y dialectal marroquí.

## Fundación del Centro de Estudios Marroquíes de Tetuán
Por decreto de 15 de febrero de 1935, la Academia de Árabe y Bereber se transformó en Centro de Estudios Marroquíes y para ello se reformó el reglamento interno de la Academia el 9 de diciembre de 1935, separando la sección encargada de la formación en Árabe literal, Marroquí y Bereber a los funcionarios, militares y civiles, compuesta de tres grupos, de aquella que estaba dedicada a la preparación de intérpretes, ocho grupos. Y se añade el estudio de la Religión y el Derecho, Geografía, Gramática, Aritmética, Mecanografía y Régimen del Protectorado. Los profesores ingresaban por oposición y eran profesores de árabe del Centro Cultural Español, funcionarios e intérpretes mayores o de primera, licenciados en Derecho o Filosofía y auxiliares. El Centro de Estudios Marroquíes pasaba por ley de 8 de noviembre de 1935 a la Delegación de Educación y Cultura a la que más tarde se uniría el Instituto General Franco para la Investigación Hispanoárabe. El 22 de abril de 1947 se publicó en el Boletín Oficial de la Zona (n.º 17 de 25 de abril, p. 495), un nuevo reglamento que será modificado dos años más tarde el 12 de mayo de 1949 y publicado en el Boletín Oficial de la Zona (n.º 20, de 20 de mayo, p. 548). Los objetivos del Centro eran crear intérpretes, formar a los funcionarios del Protectorado en la cultura marroquí y la investigación científica.

## Profesorado
Entre sus profesores destacaron Musa Abbud, libanés nacido en Norteamérica, enseñaba árabe literal. Alfredo Bustani, maronita libanés, enseñaba alternativamente Literatura árabe junto a otro libanés maronita, Nayíb Abumalham o Abú Malham, y ambos tradujeron bastantes clásicos de la literatura española al árabe, entre ellos el Quijote de Miguel de Cervantes (1947). Este último fue además profesor de la Universidad Complutense de Madrid y padre de la arabista Montserrat Abumalham. El árabe dialectal marroquí lo impartió Abderrahim Yebbur. El bereber rifeño lo enseñaba Ginés Peregrín. El director era Manuel Llord O'Lawlor, juez de paz, que impartía Derecho Administrativo; su familia, de origen inglés, procedía de un administrador que trajo el duque de Wellington a la finca que le otorgó el rey Fernando VII en Iznalloz (Granada). Guillermo Guastavino Gallent daba la asignatura de Geografía e Historia de Marruecos y tras la independencia fue designado Director de la Biblioteca Nacional de Madrid; compuso 64 obras sobre Marruecos. Mariano Arribas Palau, catalán, discípulo de Millás Villacrosa en Barcelona, daba clases de hebreo y era además secretario del CEM.